# Völklingen

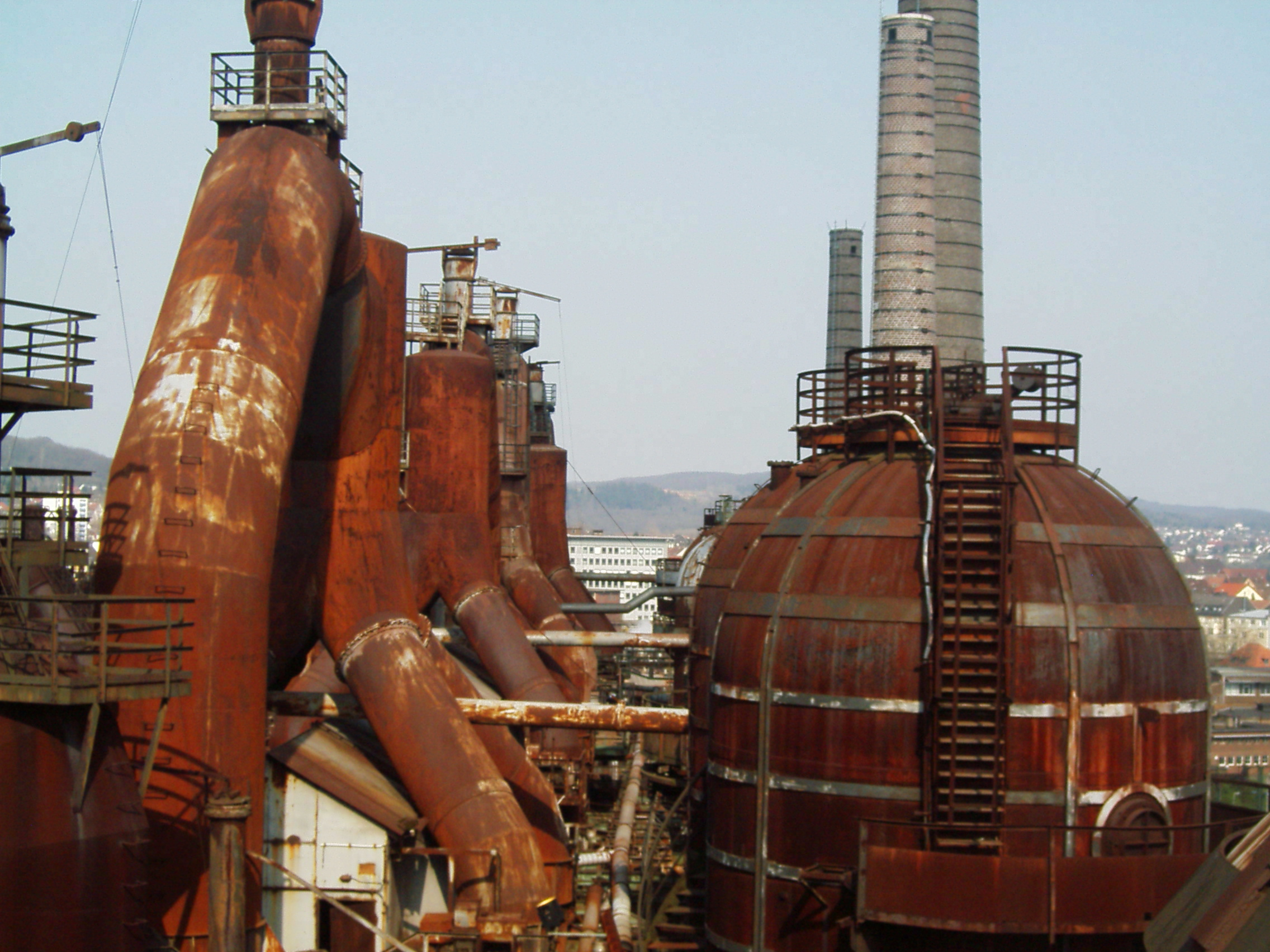
Völklingen – Vechea uzină siderurgică

Völklingen este un oraș din landul Saarland, Germania.
Vechea uzină siderurgică din Völklingen a fost înscrisă în anul 1994 pe lista patrimoniului mondial UNESCO.